# Anaxipha vittata
Anaxipha vittata is een rechtvleugelig insect uit de familie krekels (Gryllidae). De wetenschappelijke naam van deze soort is voor het eerst geldig gepubliceerd in 1888 door Bolívar.